# Flexicrurum minutum
Flexicrurum minutum är en spindelart som beskrevs av Tong och Li 2007. Flexicrurum minutum ingår i släktet Flexicrurum och familjen Ochyroceratidae. Inga underarter finns listade i Catalogue of Life.